# Rutledge (Minnesota)
Rutledge es una ciudad ubicada en el condado de Pine en el estado estadounidense de Minnesota. En el Censo de 2010 tenía una población de 229 habitantes y una densidad poblacional de 29,23 personas por km².

## Geografía
Rutledge se encuentra ubicada en las coordenadas 46°15′21″N 92°52′42″O / 46.25583, -92.87833. Según la Oficina del Censo de los Estados Unidos, Rutledge tiene una superficie total de 7.83 km², de la cual 7.65 km² corresponden a tierra firme y (2.31%) 0.18 km² es agua.

## Demografía
Según el censo de 2010, había 229 personas residiendo en Rutledge. La densidad de población era de 29,23 hab./km². De los 229 habitantes, Rutledge estaba compuesto por el 96.94% blancos, el 1.31% eran afroamericanos, el 0.87% eran amerindios, el 0% eran asiáticos, el 0% eran isleños del Pacífico, el 0% eran de otras razas y el 0.87% pertenecían a dos o más razas. Del total de la población el 0.44% eran hispanos o latinos de cualquier raza.